# James I. Kirkland
James Ian „Jim“ Kirkland (* 24. August 1954) ist ein US-amerikanischer Wirbeltier-Paläontologe und Geologe, der sich mit Dinosauriern befasst.

## Leben
Kirkland ist staatlicher Paläontologe des Utah State Geological Survey und als solcher für die Erteilung von Ausgrabungslizenzen zuständig. Er ist Research Associate des Denver Museum of Natural History und Adjunct Professor für Geologie am Mesa State College in Grand Junction (Colorado) und an der University of Utah in Salt Lake City.
Er suchte vor allem im Südwesten der USA und in Mexiko nach Dinosauriern. Er ist einer der Erstbeschreiber von Animantarx, Eohadrosaurus (heute Eolambia genannt), Cedarpelta, Mymoorapelta, Gastonia, Nedcolbertia, Utahraptor (mit Burge und Gaston 1993), Jeyawati, Zuniceratops und Diabloceratops. Außer mit Dinosauriern befasst er sich auch mit fossilen Mollusken und Fischen.
Kirkland fand Hinweise auf eine Landbrücke zwischen Asien und Nordamerika im Mesozoikum vor 100 Millionen Jahren, die einen Faunenaustausch ermöglichte.